# Tatjana Sergejewna Kurbakowa
Tatjana Sergejewna Kurbakowa (russisch Татьяна Сергеевна Курбакова; * 7. August 1986 in Moskau) ist eine russische Rhythmische Sportgymnastin und Olympiasiegerin.
Sie nahm an den Olympischen Sommerspielen 2004 teil, bei denen sie in der Rhythmischen Sportgymnastik im Gruppenmehrkampf mit Olesja Belugina, Olga Glazkich, Natalja Lawrowa, Jelena Mursina und Jelena Possewina Gold gewann.